# Ciclismo en los Juegos Olímpicos de Múnich 1972
El ciclismo en los Juegos Olímpicos de Múnich 1972 se realizó en dos instalaciones de la ciudad de Múnich, entre el 29 de agosto y el 7 de septiembre de 1972.
En total se disputaron en este deporte 7 pruebas diferentes (todas en la categoría masculina), repartidas en dos disciplinas ciclistas: 2 pruebas de ruta y 5 de pista. El programa de competiciones se mantuvo sin cambios, como en las ediciones pasadas.

## Sedes
- Ciclismo en ruta – Ruta individual: circuito en Grünwald y alrededores. Contrarreloj por equipos: circuito en la autovía Múnich-Lindau
- Ciclismo en pista – Estadio Olímpico de Ciclismo

## Medallistas

### Ciclismo en ruta
| Evento                                  | Oro                                                                                             | Plata                                                                                    | Bronce |
| --------------------------------------- | ----------------------------------------------------------------------------------------------- | ---------------------------------------------------------------------------------------- | ------ |
| Ruta (7 de septiembre)                  | Hennie Kuiper · Países Bajos · 4:14:37                                                          | Kevin Sefton · Australia · 4:14:37                                                       | —      |
| Contrarreloj por equipos (29 de agosto) | Boris Shujov · Valeri Yardy · Guennadi Komnatov · Valeri Lijachov · Unión Soviética · 2:11:17,8 | Lucjan Lis · Edward Barcik · Stanisław Szozda · Ryszard Szurkowski · Polonia · 2:11:47,5 | —      |

### Ciclismo en pista
| Evento                                    | Oro | Plata                                                                                            | Bronce                                                                               |
| ----------------------------------------- | --- | ------------------------------------------------------------------------------------------------ | ------------------------------------------------------------------------------------ |
| Velocidad individual (2 de septiembre)    | Daniel Morelon · Francia                                                                                        | John Nicholson · Australia                                                                       | Omar Pjakadze · Unión Soviética                                                      |
| Persecución individual (1 de septiembre)  | Knut Knudsen · Noruega · 4:45,74                                                                                | Xaver Kurmann · Suiza · 4:47,41                                                                  | Hans Lutz · Alemania Occidental · 4:50,80                                            |
| Persecución por equipos (3 de septiembre) | Jürgen Colombo · Günter Haritz · Udo Hempel · Günther Schumacher · Peter Vonhof · Alemania Occidental · 4:22,14 | Thomas Huschke · Heinz Richter · Herbert Richter · Uwe Unterwalder · Alemania Oriental · 4:25,25 | Michael Bennett · Ian Hallam · Ronald Keeble · William Moore · Reino Unido · 4:23,78 |
| 1 km contrarreloj (31 de agosto)          | Niels Fredborg · Dinamarca · 1:06,44                                                                            | Daniel Clark · Australia · 1:06,87                                                               | Jürgen Schütze · Alemania Oriental · 1:07,02                                         |
| Tándem (4 de septiembre)                  | Vladimir Semenets · Igor Tselovalnikov · Unión Soviética                                                        | Hans-Jürgen Geschke · Werner Otto · Alemania Oriental                                            | Andrzej Bek · Benedykt Kocot · Polonia                                               |

## Medallero
| Núm. | País                | Oro | Plata | Bronce | Total |
| ---- | ------------------- | --- | ----- | ------ | ----- |
| 1    | Unión Soviética     | 2   | 0     | 1      | 3     |
| 2    | Alemania Occidental | 1   | 0     | 1      | 2     |
| 3    | Dinamarca           | 1   | 0     | 0      | 1     |
| 3    | Francia             | 1   | 0     | 0      | 1     |
| 3    | Noruega             | 1   | 0     | 0      | 1     |
| 3    | Países Bajos        | 1   | 0     | 0      | 1     |
| 7    | Australia           | 0   | 3     | 0      | 3     |
| 8    | Alemania Oriental   | 0   | 2     | 1      | 3     |
| 9    | Polonia             | 0   | 1     | 1      | 2     |
| 10   | Suiza               | 0   | 1     | 0      | 1     |
| 11   | Reino Unido         | 0   | 0     | 1      | 1     |
|      | TOTAL               | 7   | 7     | 5      | 19    |